# Cupa Africii pe Națiuni U-17
Cupa Africii pe Națiuni U-17 (cunoscut anterior ca și Campionatul U-17 din Africa) este o competiție bi-anual de fotbal organizat de către conducerea din Africa acestui sport, CAF. Concursul a avut loc din 1995. Între 1985 și 1993 competițiile numai ce se califică pentru FIFA U-17 Cupa Mondială s-au jucat.
La 6 august 2015, Comitetul Executiv CAF a decis să schimbe numele turneului din CM din Africa U-17 în Cupa Africii pe Națiuni U-17, similar cu versiunea de seniori, Cupa Africii pe Națiuni.

### Africa U-16 calificare pentru Cupa Mondială
| Anul         | Tară Gazdă         |                    | Echipele de calificare | Echipele de calificare | Echipele de calificare |
| Anul         | Tară Gazdă         | Campioană          | Campioană              | Campioană              |                        |
| ------------ | ------------------ | ------------------ | ---------------------- | ---------------------- | ---------------------- |
| 1985 Details | acasă & deplasare  | · Congo            | · Guineea              | · Nigeria              |                        |
| 1987 Details | acasă & deplasare' | · Coasta de Fildeș | · Egipt                | · Nigeria              |                        |
| 1989 Details | acasă & deplasare' | · Nigeria          | · Ghana                | · Guineea              |                        |

### Africa U-17 calificare pentru Cupa Mondială
| Anul         | Tara Gazdă        |           | Echipele de calificare | Echipele de calificare | Echipele de calificare |
| Anul         | Tara Gazdă        | Campioană | Campioană              | Campioană              |                        |
| ------------ | ----------------- | --------- | ---------------------- | ---------------------- | ---------------------- |
| 1991 Details | acasă & deplasare | · Ghana   | · Congo                | · Sudan                |                        |
| 1993 Details | acasă & deplasare | · Ghana   | · Nigeria              | · Tunisia              |                        |

### Africa U-17 Campionat
| 1995 Details | Mali       | · Ghana            | 3–1 aet                  | · Nigeria       | · Guineea          | 2–1 aet                    | · Mali             |
| 1997 Details | Botswana   | · Egipt            | 1–0                      | · Mali          | · Ghana            | 1–0                        | · Etiopia          |
| 1999 Details | Guinea     | · Ghana            | 3–1                      | · Burkina Faso  | · Mali             | 1–0                        | · Camerun          |
| 2001 Details | Seychelles | · Nigeria          | 3–0                      | · Burkina Faso  | · Mali             | –                          | No fourth place    |
| 2003 Details | Swaziland  | · Camerun          | 1–0 aet                  | · Sierra Leone  | · Nigeria          | 3–1                        | · Egipt            |
| 2005 Details | Gambia     | · Gambia           | 1–0                      | · Ghana         | · Coasta de Fildeș | 1–0                        | · Africa de Sud    |
| 2007 Details | Togo       | · Nigeria          | 1–0 aet                  | · Togo          | · Ghana            | 1–0                        | · Tunisia          |
| 2009 Details | Algeria    | · Gambia           | 3–1                      | · Algeria       | · Burkina Faso     | 2–0                        | · Malawi           |
| 2011 Details | Rwanda     | · Burkina Faso     | 2–1                      | · Rwanda        | · Congo            | 2–1                        | · Coasta de Fildeș |
| 2013 Details | Maroc      | · Coasta de Fildeș | 1–1 (5 – 4) on penalties | · Nigeria       | · Tunisia          | 1–1 (11 – 10) on penalties | · Maroc            |
| 2015 Details | Niger      | · Mali             | 2–0                      | · Africa de Sud | · Guineea          | 3–1                        | · Nigeria          |

### Africa U-17 Cupa Națiunilor
| 2017 Details | Gabon    | · Mali    | 1–0                      | · Ghana   | · Guineea          | 3–1                      | · Niger        |
| 2019 Details | Tanzania | · Camerun | 0–0 (5 – 3) on penalties | · Guineea | · Angola           | 2–1                      | · Nigeria      |
| 2023 Details | Algeria  | · Senegal | 2–1                      | · Maroc   | · Burkina Faso     | 2–1                      | · Mali         |
| 2025 Details | Maroc    | · Maroc   | 0–0 (4 – 2) on penalties | · Mali    | · Coasta de Fildeș | 1–1 (4 – 1) on penalties | · Burkina Faso |

## Clasament
| Naționala        | Campioană      | Vice-campioană | Locul 3              | Locul 4        |
| ---------------- | -------------- | -------------- | -------------------- | -------------- |
| Nigeria          | 2 (2001, 2007) | 2 (1995, 2013) | 1 (2003)             | 2 (2015 2019)  |
| Ghana            | 2 (1995, 1999) | 2 (2005, 2017) | 2 (1997, 2007)       | –              |
| Mali             | 2 (2015, 2017) | 2 (1997, 2025) | 2 (1999, 2001)       | 2 (1995, 2023) |
| Gambia           | 2 (2005, 2009) | –              | –                    | –              |
| Camerun          | 2 (2003, 2019) | –              | –                    | 1 (1999)       |
| Burkina Faso     | 1 (2011)       | 2 (1999, 2001) | 2 (2009, 2023)       | 1 (2025)       |
| Maroc            | 1 (2025)       | 1 (2023)       | –                    | 1 (2013)       |
| Coasta de Fildeș | 1 (2013)       | –              | 2 (2005, 2025)       | 1 (2011)       |
| Egipt            | 1 (1997)       | –              | –                    | 1 (2003)       |
| Africa de Sud    | –              | 1 (2015)       | –                    | 1 (2005)       |
| Algeria          | –              | 1 (2009)       | –                    | –              |
| Rwanda           | –              | 1 (2011)       | –                    | –              |
| Sierra Leone     | –              | 1 (2003)       | –                    | –              |
| Togo             | –              | 1 (2007)       | –                    | –              |
| Guineea          | –              | 1 (2019)       | 3 (1995, 2015, 2017) | –              |
| Tunisia          | –              | –              | 1 (2013)             | 1 (2007)       |
| Congo            | –              | –              | 1 (2011)             | –              |
| Etiopia          | –              | –              | –                    | 1 (1997)       |
| Malawi           | –              | –              | –                    | 1 (2009)       |
| Niger            | –              | –              | –                    | 1 (2017)       |

## Vezi si
- CAF
- Cupa Africii pe Națiuni
- Campionatul African de Tineret
- Campionatul Mondial de Fotbal sub 17 ani

1. ↑  There is no fourth place after disqualification of Guinea by the FIFA (African U-17 Championship 2001)